# Der Detektiv und die Spielerin
Der Detektiv und die Spielerin ist ein US-amerikanisches Filmdrama aus dem Jahr 1933 von Michael Curtiz mit William Powell und Margaret Lindsay in den Hauptrollen. Der Pre-Code-Film wurde von Warner Bros. produziert und basiert auf einer Originalgeschichte von Raoul Whitfield.

## Handlung
Donald Free, Angestellter des US State Departments, wird in Frankreich beim Diebstahl französischer Dokumente erwischt und des Landes verwiesen. Der Fall sorgt für immenses Aufsehen, darum wird Donald entlassen. Die Auswirkungen der Wirtschaftskrise machen es ihm schwer, Arbeit zu finden. 
Eines Tages betritt Donald die Peerless Detective Agency, die von dem inkompetenten und betrügerischen Dan Hogan geleitet wird. Hogan hat keine Klienten und Donald keine Detektivlizenz, trotzdem einigen sich beide auf eine Partnerschaft. Hogan vermasselt den ersten Auftrag und bleibt auch bei Betrügereien erfolglos. Ohne Donald zu informieren, lässt sich Hogan von dem Gangster Tony Bandor engagieren. Bandor beklagt sich, dass in seinem Casino eine bestimmte Frau, Janet Reynolds, ständig gewinnt. Hogan soll sie durchleuchten und Skandale ermitteln, die Bandor gegen sie einsetzen kann. Hogan übergibt Donald den Auftrag, ohne ihn über den wahren Hintergrund aufzuklären. 
Donald beginnt, Janet zu treffen, um Informationen zu erhalten, und verliebt sich in sie. Janet erfährt bald, dass Donald als Detektiv arbeitet. Donald seinerseits lernt die wahren Umstände seines Auftrages kennen und kündigt sofort. Dabei warnt er Hogan davor, Janet weiterhin zu beschatten. Als Janet sich ihre Gewinne auszahlen lassen will, entwickelt Hogan einen Plan. Janet soll glauben, sie habe Bandor unter mysteriösen Umständen getötet. Als Janet weg ist, lässt Hogan Bandor von einem Drogenabhängigen erschießen. Um ihre Unschuld zu beweisen, beauftragt sie Donald mit den Nachforschungen. Der ermittelt die Identität von Bandors Mörder und seine Verbindung zu Hogan, der zur gleichen Zeit Janet zu erpressen versucht. Donald kann Hogan festnehmen lassen. Als ihm seine alte Stelle im State Department angeboten wird, macht Janet ihm einen Antrag, den er annimmt.

## Produktion

### Hintergrund
Gedreht wurde der Film in den Warner-Studios in Burbank.
Der Film wurde innerhalb von 21 Tagen gedreht und kostete 260.000 Dollar (2023: 6,1 Millionen Dollar).

### Stab
Jack Okey oblag die künstlerische Leitung. Er war zudem für das Szenenbild zuständig, Orry-Kelly für die Kostüme. Gordon Hollingshead arbeitete als Regieassistent, Leo F. Forbstein dirigierte das Vitaphone-Orchester.

### Besetzung
In kleinen nicht im Abspann erwähnten Nebenrollen traten Joan Barclay, Arthur Byron, Heinie Conklin, Bill Elliott, Theresa Harris, Charles Lane und Sheila Terry auf.

## Synchronisation
Die deutsche Synchronfassung entstand 1996 im Auftrag der Studio Hamburg Synchron unter der Dialogregie von Peter Harlos, der auch das Dialogbuch schrieb.
| Rolle          | Schauspieler     | Deutscher Synchronsprecher |
| -------------- | ---------------- | -------------------------- |
| Donald Free    | William Powell   | Helmut Gauß                |
| Janet Reynolds | Margaret Lindsay | Marion von Stengel         |
| Amy Moran      | Ruth Donnelly    | Irmgard Riessen            |
| Tony Bandor    | Gordon Westcott  | Matthias Grimm             |
| Dan Hogan      | Arthur Hohl      | Holger Mahlich             |
| Whitey         | James Bell       | Karl Maslo                 |

## Veröffentlichung
Die Premiere des Films fand am 6. Juli 1933 in New York statt. In der Bundesrepublik Deutschland wurde er am 3. April 1998 im deutschen Fernsehen ausgestrahlt.

## Kritiken
Der Filmkritiken-Aggregator Rotten Tomatoes hat in einer Auswertung ein Publikumsergebnis von 43 Prozent positiver Bewertungen ermittelt. Dabei wurde der Film unter dem Titel Man Killer bewertet, unter dem er im US-Fernsehen ausgestrahlt wurde.
Das Lexikon des internationalen Films schrieb: „Ödes Routineprodukt ohne sonderliche Höhepunkte.“
Die Filmzeitschrift Cinema befand hingegen, dass der Film nach müdem Start gut loslege.
Der Kritiker der The New York Times  bezeichnete den Film als temporeiches Drama über Mord und ähnliche Künste.
Ken Hanke schrieb im Mountain XPress, der Film würde nirgends unter den Top Ten erscheinen, doch er sei so vergnüglich, dass er besser bekannt sein sollte.